# Europejska inicjatywa płatności

Logo EPI

Europejska inicjatywa płatności (EPI), znana dotychczas jako inicjatywa paneuropejskiego systemu płatniczego (z ang. PEPSI) – inicjatywa integracji płatności wspierana przez Europejski Bank Centralny, mająca na celu stworzenie ogólnoeuropejskiego systemu płatności i sieci międzybankowej, pozwalającej konkurować z amerykańskimi Mastercard i Visa. Mająca potencjał aby efektywnie zastąpić przestarzałe krajowe europejskie systemy płatności, takie jak francuski Carte Bleue czy niemiecki Girocard.
Jest wspierana przez Komisję Europejską i w początkowym etapie obejmuje około dwudziestu głównych banków europejskich (w tym wszystkie główne banki francuskie, Deutsche Bank i Commerzbank w Niemczech, Santander Bank w Hiszpanii i Intesa Sanpaolo we Włoszech).

## Historia
Pomysł wprowadzenia ogólnoeuropejskiego systemu kart w jednolitym obszarze płatności w euro narodził się około 2008 r. W 2010 r. główne banki europejskie z ponad dziesięciu krajów spotkały się na „Sympozjum w Madrycie”, aby omówić inicjatywę i zaplanować jej rozwój. Do 2011 r. grupa nazwana "Projekt Monnet" opracowała szczegółowe plany techniczne i biznesowe dotyczące połączenia krajowych systemów płatności. Obejmując 24 banki z siedmiu krajów. Zwolennicy nowego systemu nie wierzyli, że mogliby opracować wykonalny model biznesowy, który nie obejmowałby opłacalnych komercyjnie opłat interchange dla banków uczestniczących, co wzbudziły obawy Komisji Europejskiej. Komisja nie była skłonna dopuścić do jakiegokolwiek ruchu, który mógłby osłabić wolną konkurencję, i dlatego odmówiła przyjęcia jakiegokolwiek systemu, nawet nowego, z opłatami interchange przekraczającymi niski poziom, którego żądała Komisja Europejska.
Indywidualne interesy handlowe przeważały wtedy nad uniwersalnym rozwiązaniem ogólnoeuropejskim, a przy braku określonego źródła dochodów dla banków, wydatnie spowolniły postęp w implementacji projektu. Według Europejskiego Banku Centralnego pierwszą grupę projektową rozwiązano w kwietniu 2012 r. z powodu „rzekomego niewypracowania wykonalnego modelu biznesowego”.
Visa Europe, to dotychczas jedyny system płatności, który zasadniczo spełniał definicję europejskiego systemu kart, ale został wykupiony przez Visa Inc. w czerwcu 2016 r.

## EPI
Nowe otwarcie nastąpiło 2 lipca 2020 roku, kiedy to Europejski Bank Centralny (Eurosystem) opublikował komunikat witający 16 kluczowych banków europejskich w ramach nowej inicjatywy.
Europejski Bank Centralny (ECB) w swoim komunikacie z zadowoleniem przyjął decyzję 16 europejskich banków, aby uruchomić Europejską Inicjatywę Płatności (z ang. European Payments Initiative). Inicjatywa ta ma na celu stworzenie zunifikowanego rozwiązania płatności dla kupców oraz konsumentów w całej Europie, włączając w to usługi takie jak płatności kartowe, elektroniczna portmonetka, płatności w sklepach, online oraz indywidualne przelewy, jak również wypłaty gotówki.
W ostatnich latach,  dokonano znacznego progresu względem bezpiecznego, wydajnego i zintegrowanego rynku płatności w Europie, dokonano tego dzięki wprowadzeniu infrastruktury na poziomie paneuropejskim w ramach Single Euro Payments Area (SEPA). Mimo to, fragmentacja rynku dalej istnieje w zakresie metod, którymi płacimy, tak płatności online w sieci, w punktach odbioru zakupów, jak i osobiście w tradycyjnych sklepach.
Dziesiątka krajów europejskich dalej posiada lokalne systemy, które nie akceptują kart płatniczych wydanych u innych członków Unii Europejskiej. Istnieje również wzrostowy trend dla innowacyjnych usług płatności, takie jak elektroniczne portmonetki, oferowane jedynie na poziomie krajowym. Obecna sytuacja przyciągnęła inicjatywy globalnych graczy, którzy wobec braku europejskich inicjatyw, mają na celu przejęcie udziału w płatnościach konsumentów europejskich budując nowe odseparowane ekosystemy płatności. W listopadzie 2019, Eurosystem opublikował strategię płatności detalicznych, wzywając do poprawy współpracy pomiędzy europejskimi instytucjami, tak aby zapewnić systemy płatności, które odpowiedzą na potrzeby klientów w Europie, ale też wzmocnią autonomiczność europejskich systemów płatniczych.
EPI jest odpowiedzią na to wezwanie. Zastąpi lokalne systemy płatności kartą, online oraz mobilne za pomocą zunifikowanego systemu kartowego, oraz cyfrowej portmonetki, które będą mogły być używane w Europie, oraz redukować obecną dzisiaj fragmentację. Jako że rozwiązanie bazuje na przelewach SEPA (schemat SCT Inst), EPI jest w stanie z biegu wykorzystać moc i kompletność obecnej infrastruktury, takiej jak Eurosystemowa TARGET Instant Payment Settlement (TIPS).
„Europejska Inicjatywa Płatności, musi zmierzyć się z fragmentacją panującą w europejskich płatnościach detalicznych, powinna objąć wszystkie kraje strefy euro, a ostatecznie też obszar Unii Europejskiej (...) Przewidywana efektywność implementacji, oraz rosnąca ilość uczestników dają realną szansę na wzmocnienie europejskiego sektora bankowego” – stwierdził Fabio Panetta, członek rady nadzorczej Europejskiego Banku Centralnego.
Eurosystem (Centralny Bank Europejski) będzie kontynuować wsparcie dla prywatnych inicjatyw oferowania płatności detalicznych, jako że te spełniają pięć kluczowych zagadnień: zasięg paneuropejski, przyjazność dla klienta, efektywność kosztowa, bezpieczeństwo oraz zabezpieczenia, Europejska identyfikacja i zarząd, oraz w dłuższej perspektywie, zasięg globalny.